# نواف مبارک
نواف مبارک (عربی: نواف مبارك الدرمكي؛ زادهٔ ۳۱ اوت ۱۹۸۱) بازیکن فوتبال اهل امارات متحده عربی بود.
از باشگاه‌هایی که در آن بازی کرده‌است می‌توان به باشگاه فوتبال شباب الاهلی، باشگاه ورزشی بنی یاس، باشگاه فوتبال الشارجه، و باشگاه فوتبال الاهلی عربستان سعودی اشاره کرد.
وی همچنین در تیم ملی فوتبال امارات متحده عربی بازی کرده‌است.